# José Alejo Eyzaguirre Arechavala
José Alejo Eyzaguirre Arechavala (Santiago, 17 de julio de 1783-4 de agosto de 1850) fue un presbítero y político chileno.

## Primeros años de vida
Fue hijo del maestre de campo, Domingo de Eyzaguirre Escutusolo-Gandiaga (Marquina-Jemein, 1724) y María Rosa de Arechavala y Alday, y hermano del ex presidente de Chile, Agustín de Eyzaguirre Arechavala.
Educado en Latín y Filosofía en el Seminario Conciliar de La Serena llamado Colegio Azul; y Leyes en la Real Universidad de San Felipe; en 1804 recibió el título de abogado. Se incorporó a la Academia de Práctica Forense, donde fue consultor, tesorero y bibliotecario. Recibió la investidura sacerdotal de presbítero, en Lima, Perú, en 1807. Regresó a Chile en 1815; se preocupó de la enseñanza gratuita de muchos jóvenes y fue promotor fiscal y defensor de matrimonios.

## Sacerdocio
En 1815 obtuvo la Parroquia de la Catedral, cura del Sagrario, que sirvió durante tres años. En 1817 el gobierno patriota lo nombró racionero de la Catedral, beneficio que rehusó aceptar; pero sí aceptó el nombramiento de juez para las causas que, por delitos políticos, se seguían contra algunos eclesiásticos. 

## Actividades públicas
Siendo gobernador del Obispado don José Ignacio Cienfuegos, lo nombró su asesor. El obispo de Santiago, José Santiago Rodríguez Zorrilla le nombró su provisor y vicario general, cuando fue repuesto en su silla.
En 1822 Bernardo O'Higgins lo desterró a la ciudad de Mendoza, Argentina. A la caída de este regresó a Chile y Ramón Freire lo colmó de honores. En 1823 fue nombrado canónigo penitenciario. Y este mismo año fue elegido Diputado.
- Diputado representante de Santa Cruz, Curicó y Vichuquén (1822-1823) y (1823-1824).
- Tesorero del Cabildo de Santiago (1829-1840).
- Tesorero del vicario capitular de Santiago (1843-1844).
- Arzobispo de Santiago (1844-1845).
- Consejero de Estado (1844-1850).

Se destacó por ser un hombre de virtudes acrisoladas, elegantes, gran carácter, inteligencia y fiel a su ministerio sacerdotal. 
Luis Valencia Aravia